# Taraira
Taraira es un municipio colombiano ubicado en el departamento del Vaupés. 
Está ubicado al oeste de la frontera con Brasil, localizado a 170 km al sur de Mitú, la capital departamental. Se encuentra a una altitud de 100 m s. n. m., registrando temperaturas entre los 27 y 30 °C.

## Historia
Fundado por colonos a mediados del siglo XX, fue elevado a la categoría de municipio en 1993.

## Economía
Su economía gira en torno a la minería (yacimientos de oro), la pesca y la explotación forestal.

## Vías de comunicación
A este municipio sólo se puede acceder por vía aérea.

## División Político-Administrativa
Además, de su Cabecera municipal.
El municipio de Taraira tiene constituido las siguientes veredas:
La Pista, Puerto Caimán, Puerto Alegría, Puerto López, San Victorino.

## Estructura organizacional municipal
| Taraira      | Taraira     | Taraira                    |
| Departamento | Código DANE | Categoría municipal (2023) |
| ------------ | ----------- | -------------------------- |
| Vaupés       | 97666       | Sexta                      |

- Personería: Es un centro del Ministerio Público de Colombia que ejerce, vigila y hace control sobre la gestión de las alcaldías y entes descentralizados; velan por la promoción y protección de los derechos humanos; vigilan el debido proceso, la conservación del medio ambiente, el patrimonio público y la prestación eficiente de los servicios públicos, garantizando a la ciudadanía la defensa de sus derechos e intereses.

- Concejo Municipal: Es la suprema autoridad política del municipio. En materia administrativa sus atribuciones son de carácter normativo. También le corresponde vigilar y hacer control político a la administración municipal. Se regulan por los reglamentos internos de la corporación en el marco de la Constitución Política Colombiana (artículo 313) y las leyes, en especial la Ley 136 de 1994 y la Ley 1551 de 2012. Constituido por x concejales por un periodo de 4 años.

- Alcaldía Municipal: En esta se encuentra la administración municipal y las entidades descentralizadas del municipio.

El Alcalde se pronuncia mediante decretos y se desempeña como representante legal, judicial y extrajudicial del municipio. El actual Alcalde municipal es Harold Corrales (2024-2027), elegido por voto popular.
- JAL.